# Красное (Алтайский край)
Красное — упразднённое село в Немецком национальном районе Алтайского края. Ликвидировано в 1960-е годы, население переселено в село Шумановка.

## География
Село располагалось в 3 км к востоку от села Шумановка.

## История
Основано в 1908 году, немцами переселенцами из Причерноморья. Названо по молочанской колонии Клефельд. До 1917 года меннонитское село Орловской волости Барнаульского уезда Томской губернии. Меннонитская община Шумановка-Клефельд. После революции центр Краснинского сельсовета. В 1931 г. организован колхоз им. 1-го Мая. С 1961 г. отделение укрупненного колхоза им. 22 Партсъезда. Жители переселены в село Шумановка.

## Население[1]
| год     | 1911 | 1926 |
| ------- | ---- | ---- |
| человек | 161  | 240  |